# Rudolf Kern (Maler)
Rudolf Kern (* 24. Mai 1936 in Basel; † 16. Mai 1990 ebenda) war ein Schweizer Maler und Zeichenlehrer. 

## Leben und Werk
Rudolf Kern, genannt Ruedi, absolvierte die Mittelschulzeit in Olten und Solothurn. Nach bestandener Matura fing er wie schon sein vier Jahre älterer Bruder zuvor ein Jurastudium an der Universität Basel an. Kern besuchte 1956 eine Ausstellung von Zeichenlehrern in Solothurn. In der Folge liess er sich bis 1959 an der Allgemeinen Gewerbeschule Basel zum Zeichenlehrer ausbilden. Seine Lehrer waren u. a. Max Sulzbachner, Walter Bodmer, Theo Eble sowie sein späterer Freund Ernst Messerli. 
Sulzbachner führte Kern in den Kreis der Gruppe 33 ein, wo er ab 1965 auch Mitglied war. Als Otto Abt 1969 als langjähriger Präsident zurücktrat, wurde Kern überraschenderweise als sein Nachfolger gewählt. Da er 1967 an Multiple Sklerose erkrankte, konnte Kern das Amt aus gesundheitlichen Gründen nicht annehmen und trat aus der Künstlergruppe aus. 
Kern erhielt 1961 ein Eidgenössisches Kunststipendium und 1965 ein Kiefer-Hablitzel-Stipendium. Ab 1966 unterrichtete er als Zeichenlehrer an der Allgemeinen Gewerbeschule Basel. Daneben widmete er sich dem eigenen künstlerischen Schaffen. Seine Werke stellte er u. a. 1966 und 1969 in der Galerie Riehentor von Trudl Bruckner aus.  
Seine frühen und erfolgreichen Arbeiten sind von Tachismus der 1950er-Jahre beeinflusst. Hauptsächlich wurde er mit seinen kaleidoskopisch angeordneten farbigen Diagonalstreifen bekannt. Diese führte er oft in Siebdruck aus. In seinen späteren Werken lösten sich die geometrischen Flächen in fragmentarische Collagen-Flächen auf.
Rudolf Kern zählte sich nicht zu den modernen Malern und war gegenüber der damaligen angesagten Kunst sehr kritisch eingestellt. Kern war mit der an der Allgemeinen Gewerbeschule Basel unterrichtenden Zeichenlehrerin und Textilgestalterin Ursula (* 1942) verheiratet.

## Öffentliche Werke
- 1967/1968: Wandteppich (Ausführung Ursula Kern) für die psychosomatische Station der Friedmatt in Basel (Kunstkredit-Basel Stadt)
- 1970: Wandrelief im Gymnasium Bodenacker in Liestal
- 1973: Wandbild im Bäumlihofgymnasium in Basel
- 1976/1977 Zusammen mit Markus Grossenbacher: Pausenplatzgestaltung für die Schulanlage Frenke in Liestal[2]